# فيرينك كوفاتش (سياسي مجري)
فيرينك كوفاتش (بالمجرية: Kovács Ferenc)‏ هو سياسي مجري، ولد في 1960 في المجر. حزبياً، نشط في فيدس – الاتحاد المدني المجري. وقد انتخب عضو الجمعية الوطنية المجرية.